# Cobboldina
Cobboldina (nach Thomas Spencer Cobbold) ist eine Gattung der Spulwürmer mit drei Arten, die bei Flusspferden parasitieren.

## Merkmale
Cobboldina sind Atractinae, bei denen das Vorderende seitlich zwei große, nach vorn gerichtete, spitze Erhebungen aufweist.

## Systematik
Zur Gattung gehören folgende Arten:
- Cobboldina hyracis Ezzat, 1954
- Cobboldina longicauda Köhler & Supperer, 1960
- Cobboldina vivipara (Leiper, 1910)

Cobboldina hyracis wird als Grassenema hyracis auch zur Gattung Grassenema gezählt.